# واوا اینک
واوا اینک (انگلیسی: Wawa) شرکت خرده‌فروشی آمریکایی است، که در سال ۱۹۶۴ تأسیس شد.